# Municipio de Camp Lake
El municipio de Camp Lake (en inglés, Camp Lake Township) es un municipio del condado de Swift, Minnesota, Estados Unidos. Tiene una población estimada, a mediados de 2022, de 163 habitantes.

## Geografía
Está ubicado en las coordenadas 45°22′14″N 95°26′48″O / 45.37056, -95.44667. Según la Oficina del Censo, tiene una superficie total de 92.5 km², de los cuales 91.3 km² corresponden a tierra firme y 1.2 km² están cubiertos de agua.

## Demografía
Según el censo de 2020, en ese momento había 162 personas residiendo en la zona. La densidad de población era de 1.8 hab./km². El 94.44 % de los habitantes eran blancos, el 1.23 % eran amerindios, el 2.47 % eran asiáticos, el 0.62 % era de otra raza y el 1.23% eran de una mezcla de razas. Del total de la población, el 0.62 % era hispano o latino.